# پترسهاگن
پترسهاگن (به آلمانی: Petershagen) نام یک شهر و حوزه بخشداری در شهرستان میندن-لوبکه در ایالت نوردراین-وستفالن آلمان است.
پترسهاگن در کنار رود وسر و در حدود ۱۰ کیلومتری شمال شرقی میندن قرار دارد.